# Емельянов, Виталий Алексеевич
Виталий Алексеевич Емельянов (27.12.1907 — ?) — специалист по турбогенераторам и гидрогенераторам, лауреат Государственной премии СССР (1967).
Родился 27.XII.1907 в г. Чебоксары. Член КПСС с 1940 г.
Окончил Ленинградский политехнический институт им. М. И. Калинина (1933), инженер-электрик.
С 1933 г. на заводе «Электросила»: мастер, старший мастер сборки турбогенераторов, заместитель начальника цеха.
В 1941—1946 гг. в эвакуации, работал на Баранчинском заводе им М. И. Калинина на Урале.
С 1949 по 1961 г. — снова на «Электросиле»: начальник производства, заместитель главного инженера, с января 1957 г. главный инженер.
С 1961 г. главный инженер Ленинградского филиала ВНИИЭМ.
Участвовал в создании турбогенераторов мощностью до 500 тыс. кВт, гидрогенераторов для гидроэлектростанций — Братской, Волжских, Днепровской, Красноярской, Рыбинской, Свирских, Чирчикских, Энсо.
Государственная премия СССР 1967 года (в составе коллектива) — за создание гидрогенераторов для Братской ГЭС.